# Scotocyma mimula
Scotocyma mimula là một loài bướm đêm trong họ Geometridae.